# 星辰恋曲的白色永恒
《星辰恋曲的白色永恒》，是FAVORITE於2014年7月25日所發售的恋爱冒險類型成人遊戲。2016年9月22日由dramatic create發售PlayStation Vita版《星辰戀曲的白色永恆 -White Eterity-》。Fan disc性质的续作《星辰戀曲的白色永恆 终曲 -白色星之梦-》（アストラエアの白き永遠 Finale -白き星の夢-）于2017年1月27日发售。
本作以架空自日本札幌市的小镇“月之咲（月ヶ咲）”为主要舞台，讲述了身为能力者的主角和两位女主角同事来到小镇执行任务，并展开了一段温馨又奇幻的冒险这一童话般的故事。由于剧本方面都有なかひろ参与并主导，本作与前作《星空的回忆》有着相同的世界观，并在此基础上，参考北欧神话和希腊神话中的概念与故事情节，追加了诸如“芬布尔之冬”等许多设定。

## 概要
《星辰恋曲的白色永恒》是FAVORITE开发的第六部作品，同时也是十周年纪念作品。
本作以主角故乡的小镇月之咲(月ヶ咲)为舞台，叙述作为能力者的主角接受来自能力者组织的任务，到达月之咲调查那里产生异常气候的原因，并因此进入月之咲的高中就读的故事，并以此为主线，在不同的角色路线中，讲述了各位女主角各自的故事。
系统上承接前作《五彩斑斓的世界》，有完整的回想系统、音乐鉴赏系统以及自定义立绘系统。另外对场景CG还加入了滤镜效果。
世界观上承接前作《星空的回忆》，有能力者、灵能力这些概念，出现了星天宫这个前作也有的神社，并揭示了星天宫能力的由来。

## 剧情简介
主角榛名陆是一名“能力者”，自小觉醒能力之后被能力者组织“克洛诺斯”收养，在克洛诺斯长大并受教育，主线故事开始时接受克洛诺斯局长的任务，回到阔别多年的故乡月之咲，和小队搭档萤铃音、今崎日向一起调查月之咲异常气象（各种气象暴走，并且持续了连续两年的寒冬，但是又没有积雪）并护卫局长的两个女儿。因此，陆入住了局长家且在月之咲的高中就读，继而结识了橘落叶、夕凪一夏、水之濑琴里、科罗娜等一众女主，并且还和童年玩伴雪雪重逢。借由任务的执行和对“能力”由来的调查为主线，主角一行展开了一段奇异而又温暖的故事。

## 登场人物

### 主要角色
榛名陸
身高：176cm 擅长能力：念动能力 特化能力：催眠能力（发动条件为接吻）
本作男主角，因任务需要在月之咲学校的2年级就读，负责保护橘落叶。 是个孤儿，童年时代在月之咲的孤儿收容组织度过，后来能力觉醒之后，被组织“克洛诺斯”收养。 与萤铃音、今崎日向是多年队友，因为擅长念动能力而负责攻坚，自称“力气活就交给我吧”。
虽然是个善良温柔的人，但是心不够细，并且家务一类完全不擅长，因此常常被落叶怀疑能不能独自生活。
官方人气投票第17位。
雪雪（聲：桃园にな(本篇)/双葉まりか（FD））
身高：137cm 三围：B68/W50/H71 生日：12月24日 星座：摩羯座 血型：不详 擅长能力：一切能力，尤其是共感能力
本作TureEnd路线女主角，因白羽幸向从火星上采集土壤标本许愿而生，本质上是来自火星的耐寒生物。
因为火星特别寒冷，所以雪雪擅长在雪地行动，反过来离开了雪地就会很容易摔倒，喜欢吃雪块而不擅长吃热的东西，并且最喜欢冬天。
在陆的童年，每逢冬季都会陪伴白羽幸回月之咲修养，春天就会离开，因此陆只在冬天能和雪雪一起玩。陆是雪雪第二个朋友，被她称呼为“陆君”。
作为是一切能力者的起源，在最近三年都致力于回收月之咲的能力，并使用共感能力使月之咲的人接受异常的雪的存在而不感到奇怪。
非常重视白羽幸，因为白羽幸给她读过北欧神话的故事，特别喜欢北欧神话，并会将周围发生的事情与北欧神话类比。
官方人气投票第2位。
橘落叶（聲：小鸟居夕花）
身高：159cm 三围：B86/W57/H81 生日：10月11日 星座：天平座 血型：A型 特化能力：共感能力
组织“克洛诺斯”局长的女儿，叶月的姐姐。因为陆的任务关系，和陆、叶月三人住在一起。
在月之咲的学园读二年级，是陆的同班同学，同时是学生会的成员。陆负责在教室里和家里保护她。
家务万能，包办一切家务，而且特别喜欢照顾人，因此和家务废柴的陆的感情日渐加深，被同学们称为“废材男控”。
身上带着特制的抑制能力的戒指，因此最开始并不知道能力者的存在，其他人也没有发现她是能力者。
共感能力极强，曾经在本篇和FD两次因共感能力暴走使得抑制能力的戒指碎裂。
官方人气投票第4位。
夕凪一夏（聲：桐谷華）
身高：155cm 三围：B82/W57/H82 生日：8月24日 星座：处女座 血型：B型 特化能力：回归能力
陆的同班同学，落叶的闺蜜。个性元气活泼，擅长运动尤其是跑步，自称“容易变得火热的女人”，是学校田径部的成员。
家乡在离月之咲很远的小岛“凰岛”上，该岛有航天中心，因此小时候很喜欢航天有关的事物。跟随月之咲工作的姐姐美晴来到月之咲就读。
很重视与姐姐的牵绊，但是两人都不擅长向对方表达感情，因此和姐姐的关系尴尬；本人亦因此感到焦虑，常常用跑步来发泄这种寂寞之情。
官方人气投票第7位。
萤铃音（聲：卯衣）身高：144cm 三围：B71/W51/H73 生日：7月29日 星座：狮子座 血型：AB型 擅长能力：精神感应能力 特化能力：接触感应能力
陆的小队队友，性格冷静机智，在小队里担任智囊角色，负责战略部署和指挥。因任务需要护卫橘叶月，而到月之咲的幼儿园“月之园”担任教师。
身材娇小，但是坚持称自己是“成熟的女人”，而很反感别人说她身材像小孩子，因此也因为在幼儿园里被称为“飞机场老师”而苦恼。
事实上是主角同父异母的妹妹，称自己“一起在追赶陆”，母亲死后一直追随在陆的身边（只是陆直到主线故事结尾才知道），小时候和陆在同个收容所生活但是一直不敢和他搭话，但是却认识了雪雪。傲嬌，对主角有很深的情感和执念，但是一直不承认。
官方人气投票第1位。
浅海科罗娜身高：148cm 三围：B77/W53/H78 生日：4月7日 星座：山羊座 血型：不详
特化能力：发火能力（最擅长的能力）、接触感应能力、远隔透视能力、催眠能力、空间移动能力、治愈能力等
月之咲学园的一年级学生，自称来学校学习人类生活的机器人，与大神累是好朋友。
性格乖巧努力，一直想变得更像人类。负责维修她的是本地研究所的研究员美晴。
事实上就是人类，是隶属月之咲研究所“瓦尔研”的一名非常优秀的能力者，拥有多个强大的能力，被称为“最接近妖精（白羽幸）的能力者”。
因为能力觉醒伤害家人而心存芥蒂，因此对自己使用催眠能力，强迫自己认为自己是机器人，并参与“芬布尔之冬”航天计划。
官方人气投票第6位。
水之瀬琴里身高：161cm 三围：B88/W58/H85 生日：11月30日 星座：射手座 血型：O型 特化能力：远隔移动能力
月之咲学园的二年级学生，学生会成员，和陆并不在同个班，但是与今崎日向同班。是早乙女柚子的闺蜜。
学习出众，运动能力优秀，能力也很强。但是由于生活没有目标，对一切活动都觉得是在消磨时间。
小时候能力觉醒，父母因为瓦尔研能给她提供更好的条件而将她交给瓦尔研抚养，但是本人误会这是来自家人的抛弃。
现隶属于月之咲研究所“瓦尔研”，和研究员美晴关系匪浅。在美晴从瓦尔研调走之后脱离瓦尔研。
官方人气投票第8位。

### 次要角色
白羽幸（聲：/(FD)）
身高：156cm 三围：B85/W55/H79 生日：12月24日 星座：摩羯座 血型：AB型 特化能力：接近万能，尤其擅长共感能力
白羽教授的女儿，陆同母异父的姐姐。雪雪的创造者，也是世界上第一个能力者。被称为“妖精（Elf）”，是最强的能力者。
故事的迷题关键和隐藏人物，是“芬布尔之冬”计划的核心，代号是第一女武神“全知的亚尔薇特(Alvitr)”和“瓦尔基里”。
因为许愿创造雪雪，需要支付生命力而一直处于昏睡状态，后因雪雪不再依赖幸的生命力而苏醒。
很疼爱弟弟陆，本篇不可攻略，仅在雪雪线和其他线的结尾登场，FD中升格为主要角色，有自己的个人路线。
父亲是研究气象“特异日”的气象学家、登山爱好者。
很喜欢阿露毕蕾欧的周边，FD中，家里全是阿露毕蕾欧的周边家具。
官方人气投票第3位。
橘叶月（聲：白雪碧）
身高：108cm 三围：B57/W48/H63 特化能力：预知能力
月之咲幼儿园“月之园”的学生，落叶的妹妹，与陆一同居住。非常喜欢陆，把陆看作亲生哥哥，称呼他为“欧尼酱”。
性格开朗可爱，很有礼貌。和落叶的姐妹关系非常好。渴望自立，帮姐姐的忙。
官方人气投票第5位。
夕凪美晴（聲：相叶茉美）
身高：166cm 三围：B84/W59/H84
一夏的姐姐，月之咲研究所“瓦尔研”的研究员，科罗娜、千川希、水之濑琴里的上司。
不擅长跟一夏沟通感情，因此努力工作以逃避交流，常常忙到忘记吃饭，令一夏很担心。
事实上非常疼爱一夏，参与航天研究工作也是因为童年的一夏喜欢看航天飞船发射。
后因为工作携一夏回到故乡凰岛，参与芬布尔之冬计划，计划结束后不再参与航天研究，以抽出时间陪伴家人。
千川希（聲：石川乃奈）
身高：162cm 三围：B87/W59/H85 特化能力：催眠能力（发动方式：祈祷）、无效化能力
铃音在月之园的同事。使用无效化能力隐藏自己是能力者的事实，为瓦尔研工作。为人心地善良，美晴调走后脱离瓦尔研。
官方人气投票第16位。
今崎日向（聲：秋野花）身高：156cm 三围：B83/W58/H80 特化能力：远隔透视能力
陆的队友，因为擅长远隔透视能力在小队里负责侦察和沟通。在月之咲的学园读二年级，与水之濑琴里同班，并且参加了学生会。
成熟并富有智慧，处世圆滑。有点小恶魔性格，喜欢捉弄别人，尤其喜欢捉弄铃音和水之濑琴里。
擅长学习，但是只对保健体育感兴趣，喜欢讲荤段子。FD中有自己的IF线。
官方人气投票第14位。
大神累（聲：杏子御津）身高：151cm 三围：B81/W56/H80
月之咲学园的一年级学生，科罗娜的同班同学兼闺蜜。吐槽役，并在作品中负责致敬前作《星空的回忆》的角色。
神社“星天宫”月之咲分社的巫女，性格电波，记忆力很差且嗜睡，拥有一定的灵能力。
官方人气投票第13位。
橘大树
落叶和叶月的父亲，陆的上司，组织“克洛诺斯”的负责人。
为两个女儿定制了隐藏能力的戒指，致力于研究能力的起源以消除两个女儿的能力，提出“黄昏症侯群”假说，也发现了“能力”是会互相“传染”的。
白羽教授
陆和幸的母亲，心理学和超心理学家，研究所“瓦尔研”的所长，美晴的上司，芬布尔之冬计划的主导者。
因为擅长心理学，常常窥探人心，让人觉得和她交涉很累。
是给陆取姓的人，她觉得榛名这个姓象征了她的故乡风景，所以陆没有从父亲那里继承“萤”这个姓。
官方人气投票第15位。
萤研究员
陆和铃音的父亲。给陆起了名字“陆”，寄托希望陆能够脚踏实地的希冀。
在幸创造雪雪时的能力暴走中不幸为保护白羽所长和幸而死。
早少女柚子身高：160cm 三围：B80/W58/H82
月之咲二年级学生，平凡系学生会长。麻里茂的姐姐，和水之濑琴里是闺蜜。
早少女麻里茂
身高：110cm
叶月的同学，一起在月之园上学。吐槽役，认为自己发育很好，早熟傲慢的熊孩子，被渡部椎菜崇拜着。
称呼铃音为“飞机场老师”。对姐姐柚子感到非常自豪。
官方人气投票第9位。
渡部椎菜
身高：105cm
叶月的同学，一起在月之园上学。性格胆小羞涩，为人内向。
和奶奶关系很好，从奶奶那里听说了不少奇怪的成人向知识。哥哥是陆的同学。
渴望哥哥的关心，但是过于害羞不敢说。
阿露毕蕾欧
本作吉祥物一样的存在。诞生于月之咲的星天宫所祭祀的陨石的星神，外表像天鹅。
该陨石来自著名的天鹅座的β星“辇道增七(Albireo)”（一蓝一黄的双星），而前作《星空的回忆》中的星神莲则来自天鹅座α星“天津四”，是致敬前作的安排。
会喷火（致敬《星空的回忆》“喜君”），喷火后会变得皱巴巴的，可以用雪来复原。
本篇中有雪雪和大神累两个主人，FD中认幸为主人。吐槽役之一，性格像大小姐。

## 用语
游戏大量使用了北欧神话的设定来做比喻，比如用诸神来比喻能力者等等。
- 能力(Rune)
  - 从火星样本上传播到地球的超能力，本质上是人类受火星耐寒生物影响而变异、进化，这种进化会在亲近之人之间互相传播，也可以通过遗传传播。
  - 人获得能力之后会觉醒，一段时候后能力要么沉睡，要么稳定下来，被人掌控。
  - 橘大树认为Rune是一种传染病，称为“黄昏症候群（twilight syndrome）”。
  - 有两个基础能力：念动能力(Psychokinesis)和精神感应能力(telepathy)，是一切能力者共有的，其他能力则作为能力者个体的特化能力。
  - 能力者使用能力是通过特殊电磁波实现的，这种电磁波被称为“念波”。
  - 人经过训练之后可以结合念动能力和精神感应能力特化出一个甚至数个特化能力。
  - 为了更好地掌控能力，特化能力都有其发动条件（即用某种条件做心理暗示），该能力越强越危险，这个条件就会越苛刻。

| 能力名称       | 外文名称      | 作用                                                                               | 已知使用者               |
| -------------- | ------------- | ---------------------------------------------------------------------------------- | ------------------------ |
| 念动能力       | Psychokinesis | 移动附近的大型物体，包括自己，作用力强但是作用距离很短                             | 全部能力者               |
| 精神感应能力   | telepathy     | 远距离传音入密、感应念波                                                           | 全部能力者               |
| 远隔透视能力   | clairvoyance  | 远距离观察某个地方，但是对近距离的物体没有作用                                     | 今崎日向、科罗娜         |
| 远隔移动能力   | apport        | 能隔空召唤某物，召唤成功后可用其精细操作低质量物体，甚至分子                       | 水之濑琴里               |
| 空间移动能力   | teleport      | 能隔空传送一定距离，还可以同时传送周围的物体和人                                   | 科罗娜                   |
| 催眠能力       | hypno         | 操作对方意志、身体，增强或者削弱对方的能力，甚至让对方暂时学会不会的能力           | 陆、千川希、科罗娜、雪雪 |
| 无效化能力     | psi-missing   | 结界型能力，使范围内除了自己选择的能力者暂时失去能力，但是对已经生效的能力无作用   | 千川希、眼罩酱           |
| 接触感应能力   | psychometry   | 接触物体后读取相关情报，高级别使用者甚至能从空气中获取情报                         | 萤铃音、科罗娜           |
| 预知能力       | precognition  | 预知未来，但是预言以象征文句来表述，需要用接触感应能力来解读                       | 橘叶月                   |
| 发火能力       | pyrokinesis   | 操作周围物体的温度和一切热现象                                                     | 科罗娜                   |
| 不可视能力     | misdirection  | 结界型能力，误导周围的人，使得某个区域发生的事件不被察觉                           | 雪雪                     |
| 治愈能力       | healing       | 治愈伤口                                                                           | 科罗娜                   |
| 共感能力       | empathy       | 结界型能力，范围内的人能够接受使用者的心意，与使用者感同身受，并配合使用者的意志。 | 雪雪、幸、落叶、科罗娜   |
| 环境改造能力   | terraforming  | 改造周围的物理环境                                                                 | 陆（仅在科罗娜线）       |
| 过去视能力     | déjà vu       | 能看到一个地方的过去                                                               | 眼罩酱(米尔德丽德)       |
| 回归能力       | recurrence    | 掌管消失和再生的能力，可用于治病（区别于治愈能力的治愈伤口）                       | 夕凪一夏                 |
| 诸神的黄昏     | Ragnarök      | 结界型能力，回收范围内的能力者的能力                                               | 雪雪                     |
| 起电能力       | electricity   | 操纵周围的电现象                                                                   | 圣护院                   |
| 共振能力       | maser         | 操控周围的微波现象，可以发射镭射光束                                               | 椿                       |
| 超喷射能力     | jet-stream    | 具体不明，仅文字提到                                                               | 露露                     |
| 空想实体化能力 | phantasm      | 具体不明，可用于保护建筑                                                           | 拉克利玛                 |
| 反重力能力     | anti-Gravity  | 操纵周围的重力场                                                                   | 美凤                     |

- 能力者 / 精灵
  - 掌握能力的人。
  - 第一位能力者白羽幸被称之为“妖精”。
- 芬布尔之冬
  - 北欧神话里的一个漫长的时期，夏天消失，并且出现三个漫长的严冬（风的冬、剑的冬、狼的冬），四面八方刮起强劲的风雪。在这段时期，有无法数清的战乱，兄弟将会互相残杀（暗指因能力觉醒或其他原因产生的能力者冲突）。主线开始时，月之咲持续了两年冬天，正处于剑的冬的末尾。
  - “芬布尔之冬”过去之后，雪雪的能力“诸神的黄昏”将会生效，身处月之咲的能力者将失去能力。
  - 雪雪口中的“芬布尔之冬”大多是指能力者之间的纷争，她自己读过北欧神话，因此类比。
- 克洛诺斯
  - 指游戏里一个收养、培训能力者的组织，名字取自希腊神话。
  - 这个组织与瓦尔研是竞争关系的，但是在芬布尔之冬计划中有合作关系。
- 瓦尔研
  - 坐落在月之咲的天气研究所，研究月之咲异常现象，从而研究能力的本质。
  - 名字取自北欧神话的女武神Valkyrie。
  - 瓦尔研所属的法人组织了两个计划，一个是宇宙探测器计划，另外一个是“芬布尔之冬计划”。
- 芬布尔之冬计划
  - 由白羽教授发起，聚集能力优秀的能力者到瓦尔研来的行动计划。
  - 表面目的是为了为第二次的宇宙探测计划征集优秀的能力者宇航员，因此“体型娇小”是重要条件，能够减轻宇航器的负担，曾经因此邀请萤铃音加入。
  - 实际则是为了白羽教授的私心，她希望通过此计划将能力者聚集在白羽幸的身边，能跟她交朋友，为白羽幸提供一个良好的成长环境。

## 工作人員
- 原画：司田カズヒロ（日语：司田カズヒロ）[14][15]
- 副原画：ヒラサト（日语：ヒラサト）、なつめえり（日语：なつめえり）、GT
- SD原画：ミズタマ（日语：ミズタマ）
- CG：氷山あずき（日语：氷山あずき）
- 劇本：なかひろ（日语：なかひろ）、保住圭
- 音乐：忍
- 监督：水间ホシひと（日语：水间ホシひと）
- 企划: なかひろ（日语：なかひろ）

## 主題曲
- 主题歌（OP）「White Eternity」（白色永恒） [16][17][18]
  - 演唱：新田惠海
  - 作词：山本美禰子（日语：山本美禰子）
  - 作曲：
  - 编曲：Gravity musik
- 插入曲1「雪のエルフィンリート」（雪之精灵）
  - 演唱：新田惠海
  - 作词：山本美禰子（日语：山本美禰子）
  - 作曲&编曲：小高光太郎(System Of Eden)
- 插入曲2「雪のエルフィンリート ～Never ending love song～」（雪之精灵 ～永不落幕的恋曲～）
  - 演唱：山本美禰子（日语：山本美禰子）
  - 作词：山本美禰子（日语：山本美禰子）
  - 作曲&编曲：小高光太郎(System Of Eden)
- 片尾曲（ED）「季节を抱きしめて ～blooming white love～」（拥抱季节 ～盛开的纯白恋情～）
  - 演唱：橋本美雪
  - 作词：山本美禰子（日语：山本美禰子）
  - 作曲&编曲： Grand
- 片尾曲（ED）「After snow ―白き永远―」（雪后 -白色永远-）
  - 演唱：Ceui
  - 作词：
  - 作曲&编曲：小高光太郎(System Of Eden)
- 角色主题曲「アストラル アリア ～しあわせな永远へと～」（星光咏叹调 ～通往幸福的永恒～）
  - 演唱：山本美禰子（日语：山本美禰子）、大橋步夕、長妻樹里、高森奈津美、種崎敦美、鈴谷まや
  - 作词：
  - 作曲&编曲：

## 评价
《星辰恋曲的白色永恒》获得“2014年萌系游戏大赏”的BGM金奖。在2014年Getchu.com举办的美少女游戏大赏中获得综合部门第8名，剧本部门第10名，绘画部门第8名，音乐部门第2名，视频部门第1名。